# Martin Růžek
Martin Růžek, vlastním jménem Erhard Martin, (23. září 1918 Červený Kostelec – 18. prosince 1995 Praha) byl český herec, dlouholetý člen činohry Národního divadla v Praze. V začátku své profesionální kariéry se věnoval rovněž divadelní režii.

## Život

### Mládí
Otec Antonín Martin byl obchodník se suknem, maminka byla Ida, rozená Růžková. Erhard vyrůstal ve městě Červený Kostelec s velkou ochotnickou tradicí. Jeho první "divadelní role" byla role hodného vousatého trpaslíka v mateřské škole. Studium zahájil na gymnáziu v Náchodě. Po smrti otce (1929) se rodina odstěhovala do Hradce Králové, kde pak bydleli v letech 1930 až 1934. Po přestěhování do Prahy matka obsluhovala mandl v Praze–Karlíně a Erhard studoval na karlínském reálném gymnáziu. V roce 1935 se neúspěšně hlásil na pražskou konzervatoř.

### Německá okupace
V roce 1938 maturoval a pokračoval na pražské technice ve studiu lesního inženýrství. Studia však nemohl dokončit, neboť vysoké školy byly nacisty v roce 1939 uzavřeny. Za heydrichiády byl nasazen u protiletecké obrany (tzv. Luftschutz) a ze skladových zásob obstaral Bohumilu Vosmíkovi přikrývky pro parašutisty ukryté v kryptě kostela sv. Cyrila a Metoděje  v Resslově ulici v Praze. Vystřídal několik zaměstnání (číšník, úředník na magistrátě aj.) a věnoval se ochotnickému divadlu – vystupoval v Praze na amatérských scénách, např. divadélko "Čin" (1941–1943). V roce 1943 spoluzaložil ochotnický soubor "D Tvář". Po jeho rozpadu účinkoval v poloprofesionální skupině Václava Laciny "Živé jeviště" (členem skupiny byl např. i Jiří Sovák) a od roku 1944 v satirickém divadle "Rozmarné divadlo". Po uzavření divadel nacisty pracoval v průmyslu.

### Pseudonym
V roce 1944 si zvolil nejprve jako umělecký pseudonym a později i jako zákonné jméno Martin Růžek. Martin po otcově příjmení, Růžek na památku strýce Otmara Růžka, který byl štábním kapitánem generálního štábu prvorepublikové československé armády a který byl (jako významný člen ilegální vojenské odbojové organizace Obrana národa) Němci popraven 1. října 1941 v jízdárně Ruzyňských kasáren v Praze (v rámci tzv. první heydrichiády) krátce po příchodu R. Heydricha do Prahy.

### Po roce 1945
Po osvobození republiky se věnoval divadlu profesionálně a vystřídal postupně několik scén:
- 1945 až 1946 – Středočeské divadlo Mladá Boleslav
- 1946 až 1948 – Jihočeské divadlo České Budějovice
- 1948 až 1956 – Národní divadlo v Brně
- 1957 až 1963 – Divadlo československé armády (Divadlo na Vinohradech)
- 1963 až 1990 – Národní divadlo v Praze (v letech 1969 až 1970 šéf činohry ND)

V Mladé Boleslavi začal Růžek rovněž režírovat a psal hry pro děti. Jeho herecký talent se šířeji projevil v Jihočeském divadle v Českých Budějovicích, kam jej přizval tehdejší ředitel prof. Jaroslav Hurt a kde spolupracoval např. s režisérem Karlem Konstantinem, který se stal po Hurtovi ředitelem divadla. I později, v brněnském Státním divadle, spolupracoval se zkušenými herci, jako byli Josef Skřivan, Karel Höger, Vlasta Fabianová, Zdenka Gräfová, a režiséry, např. Janem Škodou, Milanem Páskem a Alešem Podhorským. V roce 1956 se vrátil do Prahy - Nuslí a vystupoval ve vinohradském divadle.
Od srpna 1963 až do konce roku 1990 byl členem činohry pražského Národního divadla, kde vytvořil přes padesát postav v hrách českých i světových autorů.
Kromě své divadelní a filmové činnosti působil také v rozhlase a televizi a věnoval se natáčení audiopořadů pro děti.

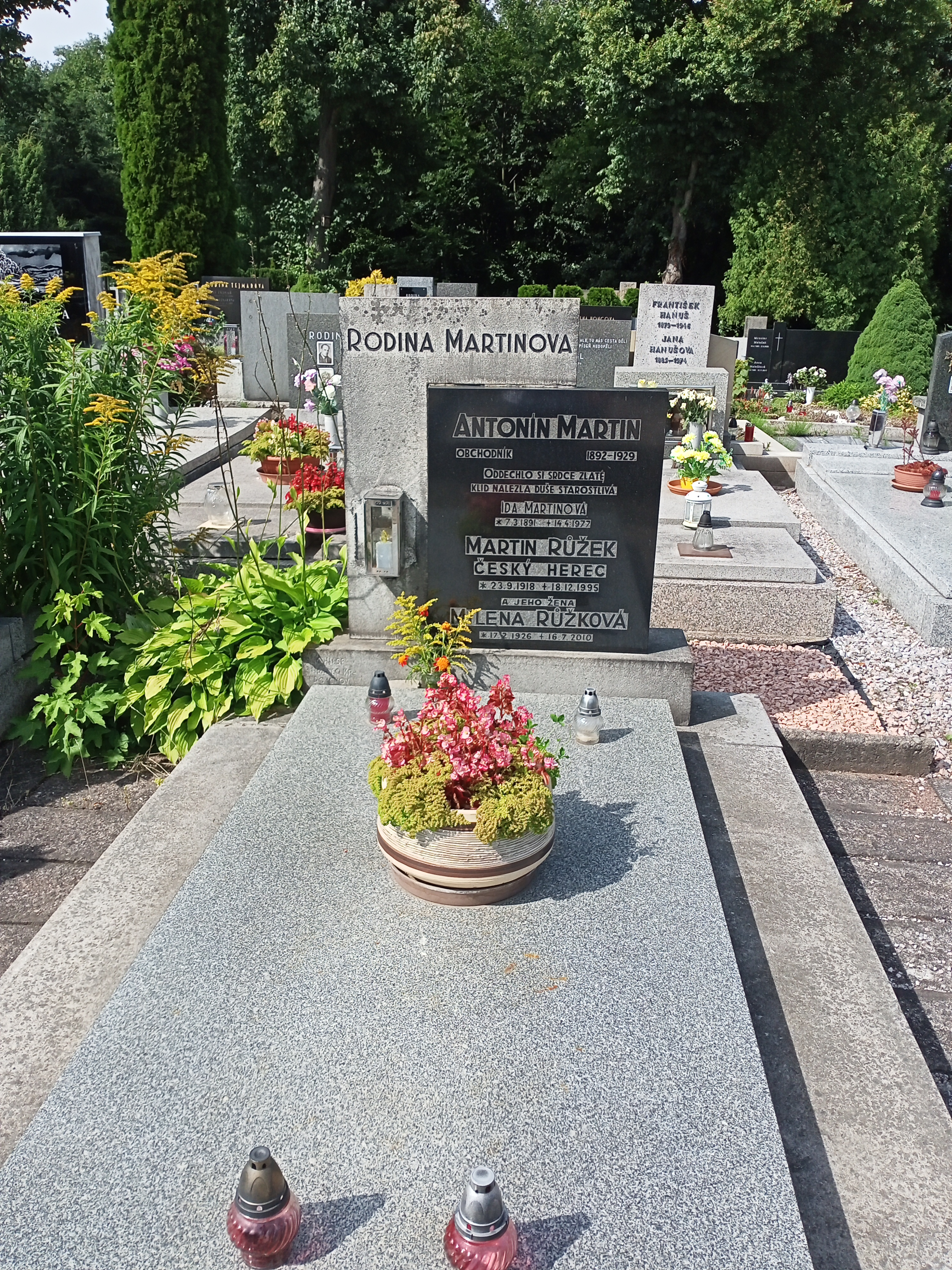
Hrob Martina Růžka a jeho příbuzných na městském hřbitově v Červeném Kostelci.

Martin Růžek byl sportovní nadšenec; fandil fotbalové Slavii a v roce 1966 se stal předsedou Odboru přátel Slavie, kde aktivně pomáhal při záchraně fotbalové Slavie sháněním fotbalových posil, peněz a svým vlivem. Předsedou byl až do roku 1982, kdy jej vystřídal jiný umělec Josef Vinklář. V listopadu 1989 vystoupil za Národní divadlo na shromáždění na Letné.
Na jaře roku 1994 postihla Martina Růžka mozková mrtvice. Pár měsíců poté prodělal také infarkt. Zemřel 18. prosince 1995 v Léčebně dlouhodobě nemocných v Praze – Motole. Urna s ostatky byla uložena 18. května 1996 v Červeném Kostelci.

## Ocenění
- 1965 titul zasloužilý umělec
- 1974 Zasloužilý člen ND
- 1978 titul národní umělec

## Filmografie, výběr

### Film
- 1957 Tam na konečné – role: Pešta
- 1960 Konec cesty – role: Josef Lachman
- 1963 Spanilá jízda – role: Prokop Holý zvaný Veliký
- 1968 Královský omyl – role: purkrabí Hýta od Tří stromů
- 1979 Pan Vok odchází – hlavní role: Petr Vok z Rožmerka
- Tajemství Ocelového města
- Adéla ještě nevečeřela
- Pěnička a Paraplíčko
- Kladivo na čarodějnice
- Hvězda zvaná Pelyněk
- Lidé z maringotek
- Kdyby tisíc klarinetů
- Smrt si říká Engelchen
- Princezna se zlatou hvězdou
- Poslušně hlásím
- 1993 Sedmero krkavců
- 1994 V erbu lvice – poslední role

### Televize

#### Televizní pořady
- 1967 Soud pana Havleny (TV dramatizace povídky Karla Čapka) - hlavní role: JUC. Václav Havlena
- 1967 Případ paní Luneauové (TV soudnička - 3. díl z cyklu Soudničky) - role: soudce
- 1970 Za ranních červánků (TV inscenace) - role: hrabě Černín
- 1970 Kapacita (TV komedie) - role: profesor, MUDr. Bohouš Vydra
- 1971 Návrat pana Ryšánka (TV zpracování povídky Jana Nerudy z Povídek malostranských) – role: nadporučík Vilém Ryšánek
- 1974 Hop, děti, do života (TV komedie) – role: mistr Bellinzon
- 1974 Bellinzonova pyramida (TV komedie) – role: mistr Bellinzon
- 1975 První pohled (TV cyklus Bakaláři) – role: doktor v porodnici
- 1980 Královská hra (TV dramatizace Šachové novely Stefana Zweiga) – role: Mc Connor

#### Televizní seriály
- 1967 Klapzubova jedenáctka
- 1971 Rozsudek – role: rada Weingarten
- 1971 F. L. Věk
- 1973 Duhový luk – role: Werner
- 1974 Haldy – role: generální ředitel Perutz
- 1978 Zákony pohybu – role: generální ředitel Karel Draxler
- 1982 Doktor z vejminku – role: JUDr. Karel Kostrhún
- Krkonošské pohádky
- Muž na radnici
- Nemocnice na kraji města
- 1988 Cirkus Humberto – role: principál Carlo Humberto
- Území bílých králů
- Dnes v jednom domě

## Divadelní role, výběr
- 1945 N. V. Gogol: Ženitba, Kočkarev, Středočeské divadlo Mladá Boleslav, režie Miloš Pilát
- 1946 G. B. Shaw: Pygmalion, Higgins, Středočeské divadlo Mladá Boleslav, režie Jiří Škobis
- 1947 Jiří Mahen: Janošík, Ilčík, Jihočeské divadlo v Českých Budějovicích, režie Alois Peterka
- 1947 William Shakespeare: Večer tříkrálový, Malvolio, Jihočeské divadlo v Českých Budějovicích, režie Karel Konstantin
- 1947 Alois Jirásek: Lucerna, Sejtko, Jihočeské divadlo v Českých Budějovicích, režie Karel Konstantin
- 1948 A. N. Ostrovskij: Les, Bulanov, Státní divadlo Brno, režie Aleš Podhorský
- 1949 G. B. Shaw: Svatá Jana, Cauchon, Státní divadlo Brno, režie Karel Novák
- 1950 V+W: Nebe na zemi, Merkur, Státní divadlo Brno, režie Milan Pásek
- 1951 Alois Jirásek: Jan Roháč, Sigmund, Státní divadlo Brno, režie Zdeněk Míka
- 1952 Alois Jirásek: Jan Žižka, Sigmund, Státní divadlo Brno, režie Martin Růžek
- 1953 Molière: Tartuffe, titul. role, Státní divadlo Brno, režie Antonín Kurš
- 1954 William Shakespeare: Večer tříkrálový, Malvolio, Státní divadlo Brno, režie Aleš Podhorský
- 1956 William Shakespeare: Othello, titul. role, Státní divadlo Brno, režie Aleš Podhorský
- 1957 Pavel Kohout: Sbohem smutku, Dr. Šťastný, Divadlo čs. armády, režie Jan Strejček
- 1958 Arnošt Dvořák: Král Václav IV., titul. role, Divadlo čs. armády, režie Jan Škoda
- 1959 William Shakespeare: Koriolanus, titul. role, Divadlo čs. armády, režie Jan Škoda
- 1960 Ludvík Aškenazy: Host, Palivec, Divadlo čs. armády, režie Luboš Pistorius
- 1962 William Shakespeare: Zkrocení zlé ženy, Petruccio, Divadlo čs. armády, režie František Štěpánek
- 1963 L. N. Tolstoj, J. Pleskot: Anna Kareninová, Karenin, Divadlo čs. armády, režie Jaromír Pleskot
- 1965 Molière: Tartuffe, titul. role, Tylovo divadlo, režie Václav Špidla
- 1969 Jean Anouilh: Tomáš Becket, Král, Tylovo divadlo, režie Václav Hudeček
- 1970 Václav Štech: Třetí zvonění, Pilz, Tylovo divadlo, režie Václav Hudeček
- 1976 Fráňa Šrámek: Měsíc nad řekou, Josef Roškot, Tylovo divadlo, režie Jaromír Pleskot
- 1977 David Storey: Farma, Slattery, Tylovo divadlo, režie Jiří Fréhar
- 1980 bratři Mrštíkové: Maryša, Lízal, Tylovo divadlo, režie Evžen Sokolovský
- 1984 A. P. Čechov: Višňový sad, Gajev, Nová scéna, režie Lubomír Vajdička
- 1988 William Shakespeare: Král Jindřich IV., Nejvyšší soudce, Národní divadlo, režie Alois Hajda
- 1988 Eugene O'Neill: Miliónový Marco, Tebaldo, Národní divadlo, režie Václav Hudeček

## Divadelní režie, výběr
- 1945 R. Rolland: Vlci, Středočeské divadlo v Mladé Boleslavi
- 1946 V. Sardou: Madame Sans–Gene, Jihočeské divadlo v Českých Budějovicích
- 1947 A. Javorin: Vrabec v hrsti, Jihočeské divadlo v Českých Budějovicích
- 1948 E. Kalmán: Čardášová princezna, Jihočeské divadlo v Českých Budějovicích
- 1952 Alois Jirásek: Jan Žižka, Státní divadlo v Brně
- 1953 L.N.Tolstoj: Anna Kareninová, Státní divadlo v Brně
- 1954 N. Hikmet: První den sváteční, Státní divadlo v Brně (spolurežie s Alešem Podhorským)
- 1955 J. A. Fredro: Pan Jowialski, Státní divadlo v Brně

## Rozhlas
- 1993 Zdeněk Svěrák: Podzemnice olejná, režie Jan Fuchs, účinkují: Vlasta Žehrová, Zdeněk Svěrák, Jiří Pleskot, Jiřina Jirásková, Petr Pelzer a Martin Růžek.